# Oracle WebLogic
Oracle WebLogic es un servidor de aplicaciones Java EE (J2EE) y también un servidor web HTTP, desarrollado por BEA Systems, posteriormente adquirida por Oracle Corporation. Se ejecuta en Unix, Linux, Microsoft Windows, y otras plataformas.
WebLogic puede utilizar Oracle, DB2, Microsoft SQL Server, y otras bases de datos que se ajusten al estándar JDBC. El servidor WebLogic es compatible con WS-Security y cumple con los estándares de J2EE 1.3 desde su versión 7 y con la J2EE 1.4 desde su versión 9 y Java EE para las versiones 9.2 y 10.x.
Oracle WebLogic Server es parte de Oracle WebLogic Platform. Los demás componentes de esta plataforma son:
- Portal, que incluye el servidor de comercio y el servidor de personalización (construido sobre un motor de reglas producido también por Bea, Rete),
- Weblogic Integration,
- Weblogic Workshop, una IDE para Java,
- JRockit, una máquina virtual Java (JVM) para las CPU de Intel.

WebLogic Server incluye interoperabilidad .NET y admite las siguientes capacidades de integración nativa:
- Mensajería nativa JMS a escala de empresa
- J2EE Connector Architecture
- Conector WebLogic/Tuxedo
- Conectividad COM+
- Conectividad CORBA
- Conectividad IBM WebSphere MQ

Oracle WebLogic Server Process Edition también incluye Business Process Management y funcionalidad de mapeo de datos.
WebLogic admite políticas de seguridad administradas por Security Administrators. El modelo de seguridad de WebLogic Server incluye:
- Separar la lógica de aplicaciones de negocio del código de seguridad
- El rango completo de cobertura de seguridad tanto para los componentes J2EE y no J2EE.

## Versiones del "Application Server"
- WebLogic Server 14c (14.1.1) - 30 de marzo de 2020
- WebLogic Server 12cR2 (12.2.1.3) - 30 de agosto de 2017
- WebLogic Server 12cR2 (12.2.1.2) - 19 de octubre de 2016
- WebLogic Server 12cR2 (12.2.1.1) - 21 de junio de 2016
- WebLogic Server 12cR2 (12.2.1.0) - 23 de octubre de 2015
- WebLogic Server 12c Release 3 (12.1.3) - 26 de junio de 2014[1]
- WebLogic Server 12c Release 2 (12.1.2) - 11 de julio de 2013[2]
- WebLogic Server 12c Release 1 (12.1.1) - 01/12/2011[3]
- WebLogic Server 11gR1 PS5 (10.3.6) - 26/02/2012[4]
- WebLogic Server 11gR1 PS4 (10.3.5) - 16/05/2011[5]
- WebLogic Server 11gR1 PS3 (10.3.4) - 15/01/2011
- WebLogic Server 11gR1 PS2 (10.3.3) - 04/2010[6]
- WebLogic Server 11gR1 PS1 (10.3.2) - 11/2009
- WebLogic Server 11g (10.3.1) - 07/2009
- WebLogic Server 10.3 - 08/2008[7]
- WebLogic Server 10.0 - 03/2007[8]
- WebLogic Server 9.2
- WebLogic Server 9.1
- WebLogic Server 9.0 - 11/2006[9]
- WebLogic Server 8.1-bea - 07/2003[9]
- WebLogic Server 7.0 - 06/2002[10]
- WebLogic Server 6.1
- WebLogic Server 6.0 - file date 03/2001 on an old CD[11]
- WebLogic Server 5.1 (nombre: Denali) primera versión con "hot deployment" (vía línea de comandos)
- WebLogic Server 4.0
- WebLogic Tengah 3.1 - 06/1998[12]
- WebLogic Tengah 3.0.1 - 03/1998[13]
- WebLogic Tengah 3.0 - 01/1998[14]
- WebLogic Tengah - 11/1997[15]

## Estándares soportados
- BPEL & BPEL-J
- ebXML
- JAAS
- Java EE 1.3, 1.4, 5, 6
- JPA 1.0, 2.0, 2.1
- JMX and SNMP
- Native support for:
  - SOAP
  - UDDI
  - WSDL
  - WSRP
  - WS-Security
- XSLT and XQuery